# Luis Horacio Gómez González

Wappen von Luis Horacio Gómez González

Luis Horacio Gómez González (* 18. Oktober 1958 in Salaminas - Caldas, Manizales, Kolumbien; † 17. April 2016 in Manizales) war ein kolumbianischer Geistlicher und Apostolischer Vikar von Puerto Gaitán.

## Leben
Luis Horacio Gómez González empfing am 30. November 1991 das Sakrament der Priesterweihe für das Erzbistum Manizales. Bis 2013 war er in verschiedenen Pfarreien als Gemeindeseelsorger tätig. Zusätzlich war er Seelsorger für den nationalen Bildungsdienst SENA (Servicio Nacional de Aprendizaje) und als Professor am Priesterseminar von Manizales tätig. Seit 2013 war Gómez Bischofsvikar für die Verwaltung des Erzbistums.
Am 10. Juli 2014 ernannte ihn Papst Franziskus zum Titularbischof von Liberalia und zum Apostolischen Vikar von Puerto Gaitán. Die Bischofsweihe spendete ihm der Apostolische Nuntius in Kolumbien, Erzbischof Ettore Balestrero, am 21. August desselben Jahres. Mitkonsekratoren waren der Erzbischof von Manizales, Gonzalo Restrepo Restrepo, und der Bischof von Líbano-Honda, José Miguel Gómez Rodríguez. Die Amtseinführung in Puerto Gaitán fand am 10. September 2014 statt.
Im Jahr 2015 erlitt Gómez einen Schlaganfall. Papst Franziskus nahm am 8. April 2016 seinen vorzeitigen Rücktritt aus gesundheitlichen Gründen an. Neun Tage nach seinem Rücktritt erlag er den Folgen seines Schlaganfalls.